# Copa das Nações da OFC de 2004
A Copa das Nações da OFC de 2004 foi um campeonato disputado entre 10 de maio e 12 de outubro de 2004 entre as seleções filiadas à OFC. As 10 seleções foram divididas em dois grupos, enfrentando as outras do próprio grupo. As duas primeiras seleções passam para a próxima fase do torneio.
Esse torneio serviu como qualificações para a Copa do Mundo de 2006, exceto a final entre a Austrália e as Ilhas Salomão.

## Primeira fase
|  | Equipes classificadas para a próxima fase |
|  | Equipes eliminadas                        |

### Grupo A
| Pos | Time           | Pts | J | V | E | D | GP | GC | SG  |
| --- | -------------- | --- | - | - | - | - | -- | -- | --- |
| 1   | Ilhas Salomão  | 10  | 4 | 3 | 1 | 0 | 14 | 1  | +13 |
| 2   | Taiti          | 8   | 4 | 2 | 2 | 0 | 5  | 1  | +4  |
| 3   | Nova Caledônia | 7   | 4 | 2 | 1 | 1 | 16 | 2  | +14 |
| 4   | Tonga          | 3   | 4 | 1 | 0 | 3 | 2  | 17 | -15 |
| 5   | Ilhas Cook     | 0   | 4 | 0 | 0 | 4 | 1  | 17 | -16 |

#### Tabela de jogos
| 10 de maio de 2004 | Ilhas Salomão                                      | 6 – 0     | Tonga | Lawson Tama Stadium, Honiara Público: 12.385 Árbitro: Attison VAN |
|                    | Fa'arodo 12' 30' 77' · Maemae 62' 76' · Samani 79' | Relatório |       |                                                                   |

| 10 de maio de 2004 | Taiti                     | 2 – 0     | Ilhas Cook | Lawson Tama Stadium, Honiara Público: 12.000 Árbitro: Singh FIJ |
|                    | Temataua 2' · Moretta 80' | Relatório |            |                                                                 |

| 12 de maio de 2004 | Ilhas Salomão                                                | 5 – 0     | Ilhas Cook | Lawson Tama Stadium, Honiara Público: 14.000 Árbitro: Fred VAN |
|                    | Waita 21' · Omorokio 27' · Samani 45' · Maemae 70' · Leo 81' | Relatório |            |                                                                |

| 12 de maio de 2004 | Taiti | 0 – 0     | Nova Caledônia | Lawson Tama Stadium, Honiara Público: 14.000 Árbitro: Rakaroi FIJ |
|                    |       | Relatório |                |                                                                   |

| 15 de maio de 2004 | Tonga                          | 2 – 1     | Ilhas Cook   | Lawson Tama Stadium, Honiara Público: 15.000 Árbitro: Salaiau Sosongan PNG |
|                    | Mark Uhatahi 46' · Vaitaki 61' | Relatório | Pareanga 59' |                                                                            |

| 15 de maio de 2004 | Ilhas Salomão              | 2 – 0     | Nova Caledônia | Lawson Tama Stadium, Honiara Público: 20.000 Árbitro: Attison VAN |
|                    | Omorokio 10' · G. Suri 42' | Relatório |                |                                                                   |

| 17 de maio de 2004 | Nova Caledônia                                                         | 8 – 0     | Ilhas Cook | Lawson Tama Stadium, Honiara Público: 400 Árbitro: Singh FIJ |
|                    | P. Wajoka 3' · M. Hmae 20' 40' 42' 52' 85' · Djamali 25' · J. Hmae 35' | Relatório |            |                                                              |

| 17 de maio de 2004 | Taiti                       | 2 – 0     | Tonga | Lawson Tama Stadium, Honiara Público: 400 Árbitro: Sosongan PNG |
|                    | G. Wajoka 1' · Temataua 78' | Relatório |       |                                                                 |

| 19 de maio de 2004 | Nova Caledônia                                                                  | 8 – 0     | Tonga | Lawson Tama Stadium, Honiara Público: 14.000 Árbitro: Fred VAN |
|                    | J. Hmae 4' · Poatinda 26' 42' 79' · M. Hmae 45' · P. Wajoka 54' 58' · Kaume 72' | Relatório |       |                                                                |

| 19 de maio de 2004 | Ilhas Salomão | 1 – 1     | Taiti     | Lawson Tama Stadium, Honiara Público: 18.000 Árbitro: Sosongan PNG |
|                    | B. Suri 80'   | Relatório | Simon 30' |                                                                    |

### Grupo B
| Pos | Time             | Pts | J | V | E | D | GP | GC | SG  |
| --- | ---------------- | --- | - | - | - | - | -- | -- | --- |
| 1   | Vanuatu          | 10  | 4 | 3 | 1 | 0 | 16 | 2  | +14 |
| 2   | Fiji             | 9   | 4 | 3 | 0 | 1 | 19 | 5  | +14 |
| 3   | Papua-Nova Guiné | 7   | 4 | 2 | 1 | 1 | 17 | 6  | +11 |
| 4   | Samoa            | 3   | 4 | 1 | 0 | 3 | 5  | 11 | -6  |
| 5   | Samoa Americana  | 0   | 4 | 0 | 0 | 4 | 1  | 34 | -33 |

#### Tabela de jogos
| 10 de maio de 2004 | Papua-Nova Guiné | 1 – 1     | Vanuatu      | Toleafoa J. S. Blatter Complex, Apia Público: 500 Árbitro: Breeze AUS |
|                    | Wasi 73'         | Relatório | S. Lauru 90' |                                                                       |

| 10 de maio de 2004 | Samoa                                          | 4 – 0     | Samoa Americana | Toleafoa J. S. Blatter Complex, Apia Público: 500 Árbitro: Afu SOL |
|                    | Bryce 12' · Fasavalu 30' 53' · Michael 66' (P) | Relatório |                 |                                                                    |

| 12 de maio de 2004 | Vanuatu                                                                         | 9 – 1     | Samoa Americana | Toleafoa J. S. Blatter Complex, Apia Público: 400 Árbitro: Fox NZL |
|                    | Qorig 30' (P) 45' · Mermer 37' 56' 90' · Poida 55' · Chilia 65' · Maleb 80' 90' | Relatório | Natia 39'       |                                                                    |

| 12 de maio de 2004 | Fiji                                                | 4 – 2     | Papua-Nova Guiné        | Toleafoa J. S. Blatter Complex, Apia Público: 400 Árbitro: Diomis AUS |
|                    | Rabo 24' · Toma 45' · Gataurua 78' · Rokotakala 90' | Relatório | Davani 12' · Komboi 44' |                                                                       |

| 15 de maio de 2004 | Fiji | 11 – 0    | Samoa Americana | Toleafoa J. S. Blatter Complex, Apia Público: 300 Árbitro: Fox NZL |
|                    | Toma 7' 11' 16' · Vulivuli 24' · Rokotakala 32' 38' · Sabutu 45' 81' · Masinisau 60' · Gataurua 75' 77' | Relatório |                 |                                                                    |

| 15 de maio de 2004 | Samoa | 0 – 3     | Vanuatu                             | Toleafoa J. S. Blatter Complex, Apia Público: 650 Árbitro: Breeze AUS |
|                    |       | Relatório | Mermer 13' · Chilia 55' · Maleb 57' |                                                                       |

| 17 de maio de 2004 | Papua-Nova Guiné                                                                   | 10 – 0    | Samoa Americana | Toleafoa J. S. Blatter Complex, Apia Público: 150 Árbitro: Afu SOL |
|                    | Davani 23' 24' 40' 79' · A. Lepani 26' 28' 64' · Wasi 34' · Komboi 37' · Lohai 71' | Relatório |                 |                                                                    |

| 17 de maio de 2004 | Samoa | 0 – 4     | Fiji                                                   | Toleafoa J. S. Blatter Complex, Apia Público: 450 Árbitro: Diomis AUS |
|                    |       | Relatório | Toma 17' · Sabutu 52' · Masinisau 37' · Rokotakala 84' |                                                                       |

| 19 de maio de 2004 | Vanuatu                        | 3 – 0     | Fiji | Toleafoa J. S. Blatter Complex, Apia Público: 200 Árbitro: Breeze AUS |
|                    | Thomsen 45' · W. Lauru 63' 65' | Relatório |      |                                                                       |

| 19 de maio de 2004 | Samoa       | 1 – 4     | Papua-Nova Guiné                                        | Toleafoa J. S. Blatter Complex, Apia Público: 300 Árbitro: Diomis AUS |
|                    | Michael 69' | Relatório | Davani 16' · A. Lepani 37' · N. Lepani 55' · Komeng 68' |                                                                       |

## Segunda Fase
Os dois melhores times de cada grupo mais a Austrália e a Nova Zelândia formaram um grupo único. As equipes enfrentaram todas as outras, passando as duas melhores para a final do campeonato.
As duas melhores equipes também passaram para a final das qualificações para a Copa do Mundo de 2006.
| Pos | Time          | Pts | J | V | E | D | GP | GC | SG  |
| --- | ------------- | --- | - | - | - | - | -- | -- | --- |
| 1   | Austrália     | 13  | 5 | 4 | 1 | 0 | 21 | 3  | +18 |
| 2   | Ilhas Salomão | 10  | 5 | 3 | 1 | 1 | 9  | 6  | +3  |
| 3   | Nova Zelândia | 9   | 5 | 3 | 0 | 2 | 17 | 5  | +12 |
| 4   | Fiji          | 4   | 5 | 1 | 1 | 3 | 3  | 10 | -7  |
| 5   | Taiti         | 4   | 5 | 1 | 1 | 3 | 2  | 24 | -22 |
| 6   | Vanuatu       | 3   | 5 | 1 | 0 | 4 | 5  | 9  | -4  |

### Tabela de jogos
| 29 de maio de 2004 | Ilhas Salomão   | 1 – 0     | Vanuatu | Marden Sports Complex, Adelaide Público: 200 Árbitro: Shield AUS |
|                    | B. Suri 51' (P) | Relatório |         |                                                                  |

| 29 de maio de 2004 | Taiti | 0 – 0     | Fiji | Hindmarsh Stadium, Adelaide Público: 3.000 Árbitro: Diomis AUS |
|                    |       | Relatório |      |                                                                |

| 29 de maio de 2004 | Austrália     | 1 – 0     | Nova Zelândia | Hindmarsh Stadium, Adelaide Público: 12.130 Árbitro: Bo Larsen DEN |
|                    | Bresciano 40' | Relatório |               |                                                                    |

| 31 de maio de 2004 | Nova Zelândia                        | 3 – 0     | Ilhas Salomão | Marden Sports Complex, Adelaide Público: 217 Árbitro: Gonzales ESP |
|                    | Fisher 36' · Oughton 81' · Lines 90' | Relatório |               |                                                                    |

| 31 de maio de 2004 | Austrália                                                                                             | 9 – 0     | Taiti | Hindmarsh Stadium, Adelaide Público: 1.200 Árbitro: Attison VAN |
|                    | Cahill 14' 47' · Skoko 43' · Simon 44' (GC) · Sterjovski 51' 61' 74' · Zdrilic 85' · Chipperfield 89' | Relatório |       |                                                                 |

| 31 de maio de 2004 | Fiji     | 1 – 0     | Vanuatu | Hindmarsh Stadium, Adelaide Público: 500 Árbitro: Ariiotima TAH |
|                    | Toma 73' | Relatório |         |                                                                 |

| 2 de junho de 2004 | Austrália                                         | 6 – 1     | Fiji         | Marden Sports Complex, Adelaide Público: 2.200 Árbitro: Gonzales ESP |
|                    | Madaschi 6' 50' · Cahill 39' 66' 75' · Elrich 89' | Relatório | Gataurua 19' |                                                                      |

| 2 de junho de 2004 | Ilhas Salomão                              | 4 – 0     | Taiti | Hindmarsh Stadium, Adelaide Público: 50 Árbitro: Rakaroi FIJ |
|                    | Fa'arodo 9' · Menapi 14' 80' · B. Suri 42' | Relatório |       |                                                              |

| 2 de junho de 2004 | Vanuatu                                       | 4 – 2     | Nova Zelândia  | Hindmarsh Stadium, Adelaide Público: 356 Árbitro: Farina ITA |
|                    | Chilia 37' · Bibi 64' · Maleb 72' · Qorig 88' | Relatório | Coveny 61' 75' |                                                              |

| 4 de junho de 2004 | Nova Zelândia                                                                     | 10 – 0    | Taiti | Marden Sports Complex, Adelaide Público: 200 Árbitro: Shield AUS |
|                    | Coveny 6' 38' 45' · Fisher 16' 22' 63' · Jones 72' · Oughton 74' · Nelsen 82' 87' | Relatório |       |                                                                  |

| 4 de junho de 2004 | Ilhas Salomão             | 2 – 1     | Fiji     | Hindmarsh Stadium, Adelaide Público: 1.500 Árbitro: Attison VAN |
|                    | Kakai 16' · Houkarawa 82' | Relatório | Toma 21' |                                                                 |

| 4 de junho de 2004 | Austrália                    | 3 – 0     | Vanuatu | Hindmarsh Stadium, Adelaide Público: 4.000 Árbitro: Ariiotima TAH |
|                    | Aloisi 25' 85' · Emerton 81' | Relatório |         |                                                                   |

| 6 de junho de 2004 | Taiti                        | 2 – 1     | Vanuatu  | Marden Sports Complex, Adelaide Público: 300 Árbitro: Rakaroi FIJ |
|                    | Temataua 40' · G. Wajoka 89' | Relatório | Iwai 23' |                                                                   |

| 6 de junho de 2004 | Nova Zelândia         | 2 – 0     | Fiji | Hindmarsh Stadium, Adelaide Público: 2.000 Árbitro: Bo Larsen DEN |
|                    | Bunce 8' · Coveny 56' | Relatório |      |                                                                   |

| 6 de junho de 2004 | Austrália                | 2 – 2     | Ilhas Salomão  | Hindmarsh Stadium, Adelaide Público: 3.500 Árbitro: Gonzales ESP |
|                    | Cahill 50' · Emerton 52' | Relatório | Menapi 43' 75' |                                                                  |

Austrália e Ilhas Salomão passam para a final do campeonato.

## Final
| 9 de outubro de 2004 | Ilhas Salomão | 1 – 5     | Austrália                                             | Lawson Tama Stadium, Honiara Público: 21.000 Árbitro: O'Leary NZL |
|                      | B. Suri 60'   | Relatório | Skoko 5' 28' · Milicic 19' · Emerton 43' · Elrich 79' |                                                                   |

| 12 de outubro de 2004 | Austrália                                                                     | 6 – 0     | Ilhas Salomão | Aussie Stadium, Sydney Público: 19.208 Árbitro: Rakaroi FIJ |
|                       | Milicic 5' · Kewell 8' · Vidmar 60' · Thompson 79' · Elrich 82' · Emerton 89' | Relatório |               |                                                             |

A Austrália venceu a Copa das Nações da OFC de 2004 e se classificou para a Copa das Confederações de 2005.

## Premiação
| Vencedor                      |
| Austrália                     |
| ----------------------------- |
| AUSTRÁLIA Campeão (4º título) |

## Artilheiros
| 7 gols - Veresa Toma 6 gols - Tim Cahill - Michel Hmae - Vaughan Coveny - Reginald Davani 4 gols - Brett Emerton - Laisiasa Gataurua - Seveci Rokotakala - Batram Suri - Commins Menapi - Henry Fa'arodo - Brent Fisher - Andrew Lepani - Etienne Mermer - Jean Maleb 3 gols - Ahmad Elrich - Josip Skoko - Mile Sterjovski - Waisake Sabutu - Alick Maemae - Paul Poatinda - Pierre Wajoka - Axel Temataua - Alphose Qorig - Seimata Chilia 2 gols - Adrian Madaschi - Ante Milicic - John Aloisi - Esala Masinisau - Gideon Omorokio - Jack Samani - José Hmae - Duncan Oughton - Ryan Nelsen - Mauri Wasi - Paul Komboi - Junior Michael - Tama Fasavalu - Gabriel Wajoka - Wilkins Lauru | 1 gol - Archie Thompson - David Zdrilic - Harry Kewell - Marco Bresciano - Scott Chipperfield - Tony Vidmar - Pita Rabo - Thomas Vulivuli - John Pareanga - George Suri - Leslie Leo - Mahlon Houkarawa - Paul Kakai - Stanley Waita - Ramon Djamali - Robert Kaume - Aaron Lines - Che Bunce - Neil Jones - Eric Komeng - Michael Lohai - Nathaniel Lepani - Dennis Bryce - Natia Natia - Rino Moretta - Vincent Simon - Mark Uhatahi - Viliami Vaitaki - Lexa Bibi - Lorry Thomsen - Moise Poida - Richard Iwai - Simon Lauru |

### Gols contra
| 1 gol - Vincent Simon (contra a Austrália) |